# Ropień podprzeponowy
Ropień podprzeponowy (łac. abscessus subdiaphragmaticus).

## Pochodzenie
Ropień podprzeponowy może być powikłaniem większości stanów zapalnych toczących się w jamie brzusznej w sąsiedztwie przepony. Przykładem może być powikłanie wcześniejszego ropnia wątroby, pęknięcie wrzodu żołądka, a nawet zapalenie wyrostka robaczkowego. Każde z tych schorzeń może powodować rozprzestrzenianie się zmian zapalnych w kierunku przepony.

## Objawy
Zwracać uwagę będzie wysokie ustawienie przepony i jej ograniczona ruchomość. Poza tym występować będą typowe objawy zakażenia jamy brzusznej - wymioty, gorączka, dreszcze.

## Leczenie
Chirurgiczne. Zgodnie z zasadą ibi pus ubi evacue (oznacza konieczność usunięcia ropy, jeżeli chce się osiągnąć efekt leczniczy). Następnie celowana antybiotykoterapia.

## Rokowanie
Niepewne. Wiele zależy od wieku i stanu ogólnego chorego. Ważna jest również pierwotna przyczyna ropnia. Rokowanie w tej chorobie zawsze trzeba traktować poważnie.